# قطاع جلدي (تشريح)

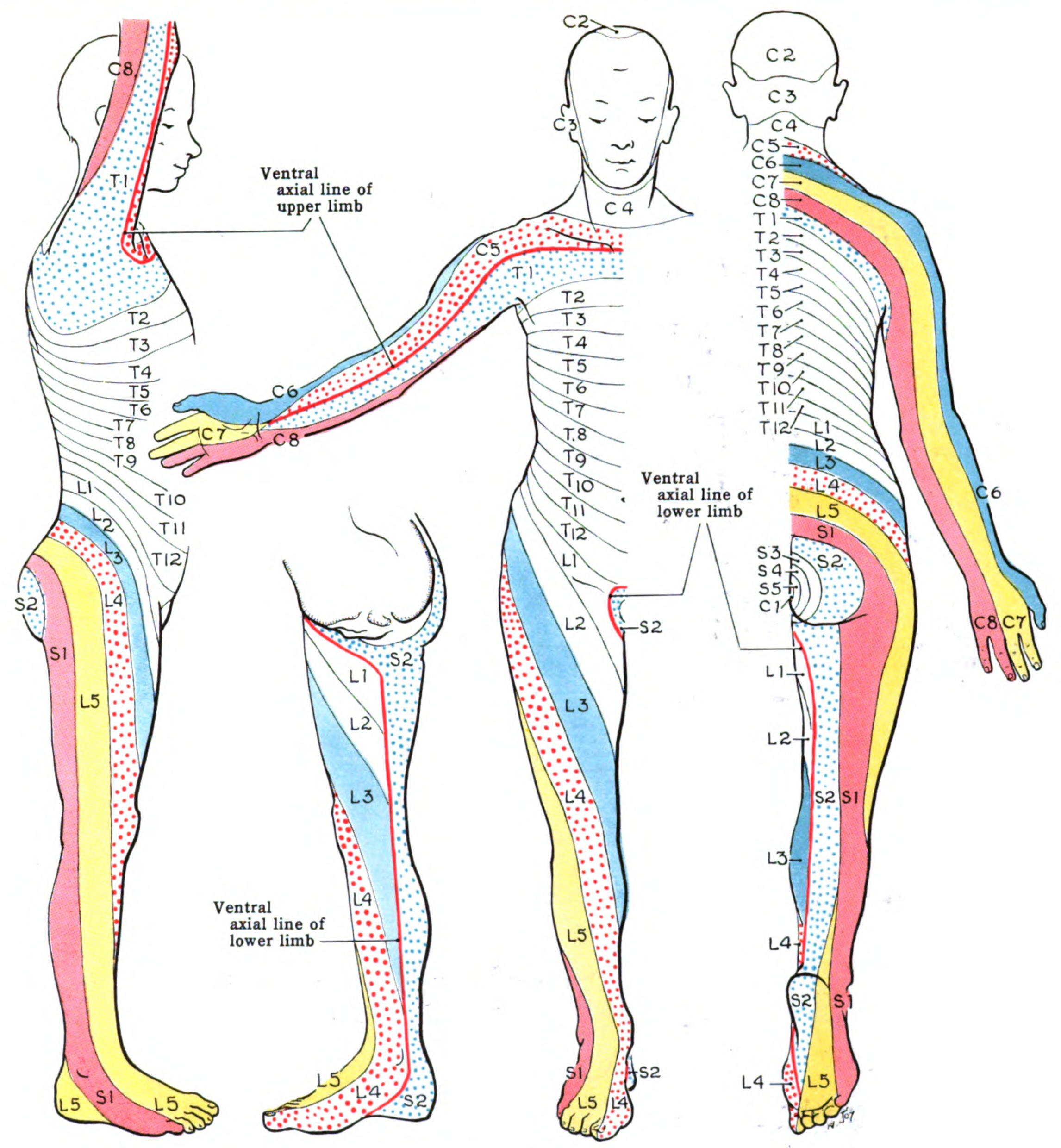

القطاع الجلدي هو باحة جلدية تُغذى بعصب شوكي واحد. يوجد هُناك 8 أعصاب رقبية (ر1 مستثنية لا تغذي أي منطقة جلدية)، 12 أعصاب صدرية، 5 أعصاب قطنية، 5 أعصاب عَجُزية. كل من تلك الأعصاب تبُث الإحساس (شامل الألم) من منطقة مُحددة من الجلد إلى المُخ . 
القطاع الجلدي يُشير أيضا إلى جزء من جُسيدة جنينية.
على طول منطقة الصدر والبطن القطاعات الجلدية تُشبه حزمة متشابكة من الأقراص مكونة الإنسان، كل منها تتغذى بعصب شوكي مُختلف. على طول الأذرع والأرجل يختلف الشكل، القطاعات الجلدية تسير طولياً على طول الأطراف. مع أن الشكل العام مُتماثل في جميع البشر، مناطق التعصيب الدقيقة تكون فريدة من نوعها للفرد كبصمات أصابعه.
منطقة مُشابهة مُتعصبة بالأعصاب الطرفية تُسمى مجال الأعصاب الطرفية.

## معرض صور
